# Torricellis trumpet

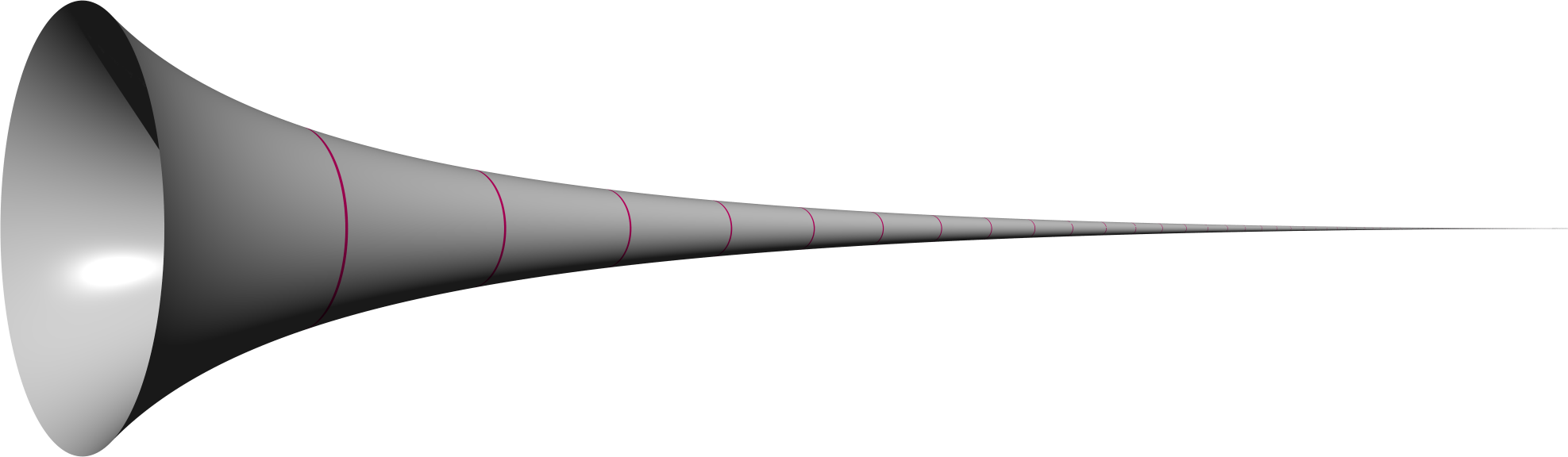
Illustration av Torricellis trumpet.

Torricellis trumpet är en figur skapad av Evangelista Torricelli som har en oändlig area men ändlig volym. Figuren kallas även Gabriels horn, där Gabriel syftar på ärkeängeln Gabriel från de abrahamitiska religionerna, ängeln som blåser i hornet vid domedagen.

## Matematisk definition
Torricellis trumpet bildas genom att ta grafen för
{\displaystyle y={\frac {1}{x}}}
med definitionsmängden {\displaystyle x\geq 1} (för att undvika asymptoten vid {\displaystyle x=0}) och rotera den i tre dimensioner kring x-axeln.
Med matematisk analys kan man räkna ut volymen V och arean A av trumpeten med en gräns satt vid punkten a. Man låter sedan a gå mot oändligheten för att få fram arean och volymen av hela trumpeten:
{\displaystyle V=\pi \int _{1}^{a}{\frac {1}{x^{2}}}dx=\pi \left(1-{\frac {1}{a}}\right)\rightarrow \pi }
{\displaystyle A=2\pi \int _{1}^{a}{\frac {\sqrt {1+{\frac {1}{x^{4}}}}}{x}}dx>2\pi \int _{1}^{a}{\frac {1}{x}}dx=2\pi \ln a\rightarrow \infty }
Matematisk sett säger man att volymen har ett (ändligt) gränsvärde då a går mot oändligheten, men att arean växer över alla gränser när a växer.

## Målarparadoxen
Detta kallas ibland målarparadoxen, då Torricellis trumpet har oändlig area borde den inte kunna målas med ändligt mycket färg, men trumpeten har ändlig volym, så trumpeten kan fyllas med färg men ändå inte färga hela trumpetens utsida.